# Tulasnella thelephorea
Tulasnella thelephorea är en svampart som först beskrevs av Juel, och fick sitt nu gällande namn av Juel 1914. Tulasnella thelephorea ingår i släktet Tulasnella och familjen Tulasnellaceae.   Inga underarter finns listade i Catalogue of Life.